# Real Madryt w sezonie 2023/2024
Sezon 2023/24 był 120. sezonem w historii Realu Madryt i 93. z rzędu sezonem tego klubu w najwyższej klasie hiszpańskiego futbolu. Obejmuje on okres od 1 lipca 2023 do 30 czerwca 2024 roku.

## Przebieg sezonu
Letnie okno transferowe przyniosło szereg zmian w kadrze Realu. Oprócz Karima Benzemy klub opuścili Marco Asensio, Eden Hazard i Mariano Díaz. Na wypożyczenie udał się Jesús Vallejo, sprzedano także Antonio Blanco. Do zespołu powrócili: wychowanek Fran García oraz Brahim Díaz, który ostatnie 2. sezony spędził na wypożyczeniu w AC Milanie. Zakontraktowano Ardę Gülera, a także przeprowadzono galaktyczny transfer Jude’a Bellinghama, który dołączył do klubu za ponad 100 milionów euro. Wypożyczono również Joselu. Przed startem sezonu Thibaut Courtois zerwał więzadła krzyżowe, więc klub zdecydował się na awaryjne sprowadzenie Kepy Arrizabalagi w ramach rocznego wypożyczenia.
W spotkaniach towarzyskich Ancelotti testował nową taktykę na nadchodzący sezon. Los Blancos mieli grać w tak zwanym diamencie, czyli bez nominalnego napastnika, lecz z szeroko ustawionymi atakującymi oraz wychodzącym do ataku ofensywnym pomocnikiem. Dwa pierwsze spotkania przyniosły zwycięstwa (3-2 z AC Milanem oraz 2-0 z Manchesterem United), w kolejnych dwóch meczach Real uległ kolejno Barcelonie 0-3 i Juventusowi 1-3.
12 sierpnia Królewscy rozpoczęli zmagania ligowe od wygranej na wyjeździe z Athleticem Bilbao 0-2 po bramkach Rodrygo i Jude'a Bellinghama. W kolejnych czterech spotkaniach ligowych Real również zwyciężył. Real Madryt rozpoczął zmagania w Lidze Mistrzów UEFA od zwycięstwa nad berlińskim Unionem 1-0. Decydującego gola zdobył Bellingham w końcówce meczu, potwierdzając swoją kluczową rolę w zespole. 24 września 2023 roku odbyły się pierwsze derby Madrytu w sezonie na stadionie Wanda Metropolitano. Zespół prowadzony przez Ancelottiego przegrał z Atlético Madryt 1-3, notując tym samym swoją pierwszą porażkę w sezonie.
W następnych meczach Real Madryt kontynuował dobrą passę. Drużyna wygrała z Las Palmas 2-0, a następnie pokonała Gironę, która świetnie rozpoczęła sezon, wynikiem 3-0. W Lidze Mistrzów Real zanotował drugie zwycięstwo, triumfując nad SSC Napoli 2-3. Kolejnym zwycięstwem było przekonujące zwycięstwo nad CA Osasuna 4-0. Po przerwie reprezentacyjnej Real utrzymał wysoką formę. Zespół zremisował na wyjeździe z Sevillą na trudnym terenie, a następnie odniósł trzecie zwycięstwo w Lidze Mistrzów, pokonując SC Braga. 28 października Real wygrał 1-2 z Barceloną na Estadi Olímpic Lluís Companys. Bohaterem tego spotkania był ponownie Jude Bellingham, który strzelił oba gole dla Królewskich. W kolejnym meczu, przeciwko Rayo Vallecano, padł bezbramkowy remis. Po 12-stu kolejkach Real zajmował drugą pozycje w ligowej tabeli, 2. punkty za Gironą. Zespół Ancelottiego pewnie awansował do 1/8 finału Champions League; Los Blancos wygrali wszystkie mecze w grupie. Po zwycięstwie z Deportivo Alavés 0-1 w 18. kolejce Real objął prowadzenie w ligowej tabeli. Następny mecz z Mallorcą również zakończył się wygraną (1-0 po golu Antonio Rüdigera). Na półmetku sezonu ligowego Real prowadził mając 45. punktów - tyle samo co Girona FC.
Rozgrywki Copa del Rey obrońcy tytułu zaczęli od pewnego zwycięstwa z trzecioligową Arandiną CF. 10 stycznia 2024 roku, Real przystąpił do rozgrywek Superpucharu Hiszpanii; w półfinale mierzyli się z Atlético Madryt. W regulaminowym czasie gry padł remis 3-3 (bramki dla Realu zdobyli Antonio Rüdiger, Ferland Mendy oraz Dani Carvajal). W dogrywce lepszy okazał się Real, dzięki golom Joselu oraz Brahima Díaza. 14 stycznia 2024 roku, podopieczni Carla Ancelottiego zdobyli pierwsze trofeum w sezonie, pokonując Barcelonę 4-1 w finale Superpucharu. Bohaterem spotkania okazał się Vinicius Junior, który popisał się hattrickiem. Czwartego gola dla Realu Madryt strzelił inny Brazylijczyk – Rodrygo
Cztery dni po wygranej z Blaugraną Real uległ w 1/8 finału Pucharu Króla, tym razem po dogrywce lepsze okazało się Atlético Madryt. Mimo odpadnięcia z Pucharu Real wciąż prezentował się znakomicie w rozgrywkach ligowych. Los Blancos wygrali 3. mecze z rzędu, następnie zremisowali 1-1 w derbowym spotkaniu z Atlético oraz pewnie zwyciężyli z Gironą 4-0 po golach Jude Bellinghama (dublet) Viníciusa oraz Rodrygo.
Dwumecz z zespołem RB Lipsk w ramach 1/8 finału Ligi Mistrzów Real zwyciężył z trudnościami. W pierwszym spotkaniu Królewscy wygrali skromnie 0-1 po golu Brahima Diaza. Mecz na Estadio Santiago Bernabéu zakończył się remisem 1-1; w obu meczach pewną postawą w bramce wykazał się Andrij Łunin, który w wielu sytuacjach ratował swój zespół. W międzyczasie zespół z Madrytu nadal kontynuował dobrą passę w zmaganiach ligowych. Między 25. a 30. kolejką Real dwukrotnie zremisował oraz czterokrotnie zgarnął komplet punktów. Na osiem kolejek przed końcem sezonu liderujący Królewscy utrzymywali 8. punktów przewagi nad drugą Barceloną. Ćwierćfinałowym rywalem Realu w Lidze Mistrzów okazał się zdobywca poprzedniej edycji - Manchester City. Pierwsze spotkanie rozgrywane na Estadio Santiago Bernabéu zakończyło się remisem 3-3; gole dla Realu zdobyli Rúben Dias (sam.), Rodrygo i Federico Valverde. W rewanżu Real nie był stawiany jako faworyt, jednak w 12. minucie to goście objęli prowadzenie znów po bramce Rodrygo. Gospodarze wyrównali w drugiej połowie mimo znakomitej postawy obrony Realu oraz Andrija Łunina za sprawą Kevina De Bruyne. Ostatecznie po rzutach karnych to Real awansował do półfinału rozgrywek.
21 kwietnia rozegrano drugi ligowy "Klasyk" między Realem a Barceloną. Już w 6. minucie Blaugrana objęła prowadzenie po bramce Christensena; do wyrównania w 18. minucie doprowadził Vinícius Júnior. Następnie Fermín López wyprowadził gości na ponowne prowadzenie, lecz Lucas Vázquez zdobył wyrównującą bramkę. W doliczonym czasie gry Królewscy wyszli na prowadzenie dzięki bramce Jude Bellinghama i to ostatecznie oni zgarnęli 3. punkty.
Półfinałowe starcie z Bayernem Monachium w Lidze Mistrzów Real rozpoczął od remisu 2-2. Świetny występ zaliczył Vinícius - zdobywca 2. bramek. Rewanż w Madrycie przyniósł wiele emocji kibicom. W pierwszej połowie nie padł żaden gol, jednak to gospodarze stworzyli więcej szans na bramkę. Po przerwie niespodziewane prowadzenie Bawarczykom dał Alphonso Davies. Przez długi czas dzięki interwencjom Manuela Neuera zapewniał awans gościom, lecz poprzez wypuszczenie piłki po strzale Viníciusa bramkę wyrównującą zdobył Joselu. Kilka minut później Hiszpan ponownie zdobył gola, dzięki czemu to Real awansował do finału rozgrywek.
Królewscy zgarnęli Mistrzostwo Hiszpanii już w 34. kolejce. Zespół Ancelottiego pokonał u siebie Cádiz 3-0, jednak to porażka Barcelony z Gironą pozbawiła Dumę Katalonii szansy na obronienie tytułu. Ostatecznie ekipa Los Blancos zdobyła 95. punktów z bilansem 29. zwycięstw, 8. remisów oraz jedną porażką.
1 czerwca 2024 roku na stadionie Wembley rozegrano finał Ligi Mistrzów. Królewskim przyszło się zetrzeć z Borussią Dortmund. W pierwszej części spotkania to zespół z Niemiec wykreował więcej szans na bramkę, jednak żadnej nie wykorzystali. W drugiej połowie spotkanie stało się bardziej wyrównane i to ostatecznie Real objął prowadzenie po strzale głową Daniego Carvajala. W 83. minucie Real podwyższył prowadzenie po bramce Viníciusa. Borussia nie zdołała wyrównać w konsekwencji czego Real zdobył 15. puchar Ligi Mistrzów. Był to równocześnie ostatnie spotkanie Toniego Kroosa w barwach Królewskich; Niemiec wcześniej ogłosił zakończenie kariery tuż po Euro 2024.

## Skład
- Źródło[16].

### Pierwszy zespół
| Nr | Poz. | Piłkarz                   |
| -- | ---- | ------------------------- |
| 1  | BR   | Thibaut Courtois          |
| 2  | OB   | Dani Carvajal             |
| 3  | OB   | Éder Militão              |
| 4  | OB   | David Alaba               |
| 5  | PO   | Jude Bellingham           |
| 6  | OB   | Nacho (kapitan)           |
| 7  | NA   | Vinícius Júnior           |
| 8  | PO   | Toni Kroos                |
| 10 | PO   | Luka Modrić (wicekapitan) |
| 11 | NA   | Rodrygo                   |
| 12 | PO   | Eduardo Camavinga         |
| 13 | BR   | Andrij Łunin              |

| Nr | Poz. | Piłkarz                                   |
| -- | ---- | ----------------------------------------- |
| 14 | NA   | Joselu (wypożyczony z Espanyolu)          |
| 15 | PO   | Federico Valverde                         |
| 17 | OB   | Lucas Vázquez                             |
| 18 | PO   | Aurélien Tchouaméni                       |
| 19 | PO   | Dani Ceballos                             |
| 20 | OB   | Fran García                               |
| 21 | NA   | Brahim Díaz                               |
| 22 | OB   | Antonio Rüdiger                           |
| 23 | OB   | Ferland Mendy                             |
| 24 | PO   | Arda Güler                                |
| 25 | BR   | Kepa Arrizabalaga (wypożyczony z Chelsea) |
| 32 | PO   | Nico Paz                                  |

### Wypożyczeni
| Nr | Poz. | Piłkarz                                            |
| -- | ---- | -------------------------------------------------- |
|    | OB   | Jesús Vallejo (w Granadzie do 30 czerwca 2024)     |
|    | OB   | Rafa Marín (w Deportivo Alavés do 30 czerwca 2024) |
|    | PO   | Reinier (w Frosinone do 30 czerwca 2024)           |

## Transfery
- Źródło[17].

### Do klubu
| Nr | Poz. | Piłkarz           | Transfer z        | Kwota                   | Data             |
| -- | ---- | ----------------- | ----------------- | ----------------------- | ---------------- |
| 21 | NA   | Brahim Díaz       | AC Milan          | Powrót z wypożyczenia   | 30 czerwca 2023  |
| 14 | NA   | Joselu            | RCD Espanyol      | Wypożyczenie: 0,5 mln € | 30 czerwca 2023  |
| 5  | PO   | Jude Bellingham   | Borussia Dortmund | 113,0 mln €             | 1 lipca 2023     |
| 20 | OB   | Fran García       | Rayo Vallecano    | 5,0 mln €               | 1 lipca 2023     |
| 24 | PO   | Arda Güler        | Fenerbahçe SK     | 24,0 mln €              | 6 lipca 2023     |
| 25 | BR   | Kepa Arrizabalaga | Chelsea F.C.      | Wypożyczenie: 1,0 mln € | 14 sierpnia 2023 |

### Z klubu
| Nr | Poz. | Piłkarz          | Transfer do              | Kwota          | Data            |
| -- | ---- | ---------------- | ------------------------ | -------------- | --------------- |
| 9  | NA   | Karim Benzema    | Al-Ittihad Club          | wolny transfer | 1 lipca 2023    |
| 9  | NA   | Eden Hazard      | koniec kariery           | koniec kariery | 1 lipca 2023    |
| 11 | NA   | Marco Asensio    | Paris Saint-Germain F.C. | wolny transfer | 6 lipca 2023    |
| 5  | OB   | Jesús Vallejo    | Granada CF               | wypożyczenie   | 15 lipca 2023   |
| -  | PO   | Antonio Blanco   | Deportivo Alavés         | 4,0 mln €      | 25 lipca 2023   |
| -  | OB   | Rafa Marín       | Deportivo Alavés         | wypożyczenie   | 28 lipca 2023   |
| 16 | OB   | Álvaro Odriozola | Real Sociedad            | 3,0 mln €      | 1 września 2023 |
| 24 | NA   | Mariano Díaz     | Sevilla FC               | wolny transfer | 1 września 2023 |
| -  | PO   | Reinier          | Frosinone Calcio         | wypożyczenie   | 1 września 2023 |

### Bilans transferowy
| Typ       | Transfery | Kwota odstępnego |
| Wpływy    | 2         | + 7,00 mln €     |
| Wydatki   | 5         | - 143,50 mln €   |
| Łącznie\| | Łącznie\| | - 136,50 mln €   |

## Sztab szkoleniowy

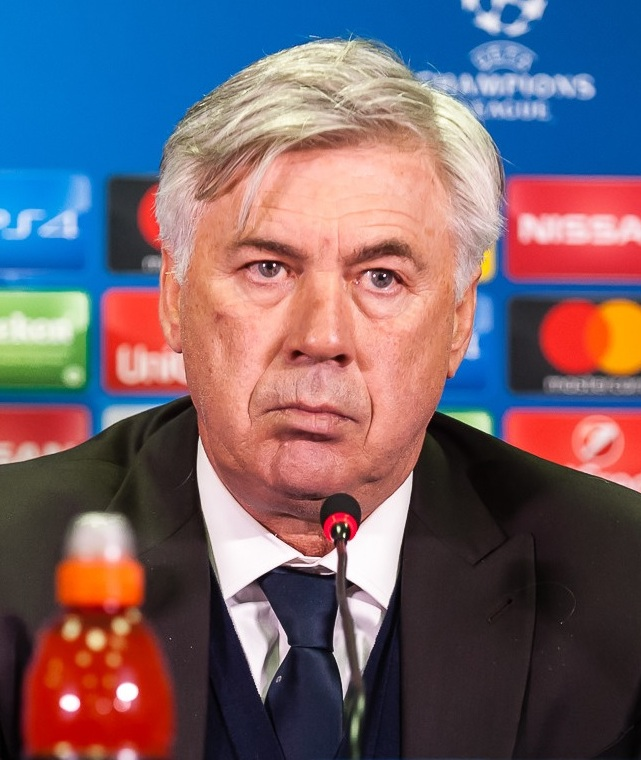
Carlo Ancelotti - trener klubu w sezonie 2022/23

| Funkcja                         | Imię i Nazwisko             |
| ------------------------------- | --------------------------- |
| Trener                          | Carlo Ancelotti             |
| Asystent                        | Davide Ancelotti            |
| Asystent techniczny             | Francesco Mauri             |
| Trener przygotowania fizycznego | Antonio Pintus              |
| Asystent techniczny i fizyczny  | Beniamino Fulco             |
| Trener bramkarzy                | Luis Llopis                 |
| Analityk wideo                  | Simone Montanaro            |
| Fizjoterapeuta                  | José Carlos García Parrales |

## Turnieje

### Statystyki meczów
- Źródło[18].

| Rozgrywki             | Mecze | Wygrane | Remisy | Przegrane | Bramki strzelone | Bramki stracone |
| --------------------- | ----- | ------- | ------ | --------- | ---------------- | --------------- |
| La Liga               | 38    | 29      | 8      | 1         | 87               | 18              |
| Puchar Króla          | 2     | 1       | 0      | 1         | 5                | 5               |
| Superpuchar Hiszpanii | 2     | 2       | 0      | 0         | 9                | 4               |
| Liga Mistrzów UEFA    | 13    | 10      | 3      | 0         | 32               | 18              |
| Suma                  | 55    | 42      | 11     | 2         | 133              | 53              |

### Zdobyte trofea
| Mistrzostwo Hiszpanii | Superpuchar Hiszpanii | Liga Mistrzów UEFA |
| --------------------- | --------------------- | ------------------ |
|                       |                       |                    |

### La Liga
| Lp. | Drużyna             | M  | Z  | R  | P  | B+ | B– | +/– | Pkt | Kwalifikacja lub spadek          |
| --- | ------------------- | -- | -- | -- | -- | -- | -- | --- | --- | -------------------------------- |
| 1   | Real Madryt (M)     | 38 | 29 | 8  | 1  | 87 | 26 | +61 | 95  | Liga Mistrzów UEFA • Faza ligowa |
| 2   | FC Barcelona        | 38 | 26 | 7  | 5  | 79 | 44 | +35 | 85  | Liga Mistrzów UEFA • Faza ligowa |
| 3   | Girona FC           | 38 | 25 | 6  | 7  | 85 | 46 | +39 | 81  | Liga Mistrzów UEFA • Faza ligowa |
| 4   | Atlético Madryt     | 38 | 24 | 4  | 10 | 70 | 43 | +27 | 76  | Liga Mistrzów UEFA • Faza ligowa |
| 5   | Athletic Bilbao (P) | 38 | 19 | 11 | 8  | 61 | 37 | +24 | 68  | Liga Europy UEFA • Faza ligowa   |

#### Mecze
zwycięstwo Realu Madryt
     remis
     zwycięstwo drużyny przeciwnej
| 112 sierpnia 2023 | Athletic Bilbao | 0:2   | Real Madryt                       |                                                            |
| 21:30 CET         |                 | (0:2) | Rodrygo 28' · Jude Bellingham 36' | San Mamés, Bilbao Widzów: 48 927 Sędzia: Jesús Gil Manzano |

| 219 sierpnia 2023 | UD Almería        | 1:3   | Real Madryt                                    |                                                                                 |
| 19:30 CET         | Sergio Arribas 3' | (1:1) | Jude Bellingham 19', 60' · Vinícius Júnior 73' | Power Horse Stadium, Almería Widzów: 17 561 Sędzia: José María Sánchez Martínez |

| 325 sierpnia 2023 | Celta de Vigo | 0:1   | Real Madryt         |                                                                             |
| 21:30 CET         |               | (0:0) | Jude Bellingham 81' | Estadio Balaídos, Vigo Widzów: 23 057 Sędzia: Isidro Díaz de Mera Escuderos |

| 42 września 2023 | Real Madryt                        | 2:1   | Getafe CF         |                                                                             |
| 16:15 CET        | Joselu 47' · Jude Bellingham 90+5' | (0:1) | Borja Mayoral 11' | Estadio Santiago Bernabéu, Madryt Widzów: 66 747 Sędzia: Mario Melero López |

| 517 września 2023 | Real Madryt                        | 2:1   | Real Sociedad        |                                                                           |
| 21:00 CET         | Federico Valverde 46' · Joselu 60' | (0:1) | Ander Barrenetxea 5' | Estadio Santiago Bernabéu, Madryt Widzów: 70 092 Sędzia: César Soto Grado |

| 624 września 2023 | Atletico Madryt                               | 3:1   | Real Madryt    |                                                                          |
| 21:00 CET         | Álvaro Morata 4', 46' · Antoine Griezmann 18' | (2:1) | Toni Kroos 35' | Wanda Metropolitano, Madryt Widzów: 69 082 Sędzia: Javier Alberola Rojas |

| 727 września 2023 | Real Madryt                    | 2:0   | UD Las Palmas |                                                                                    |
| 19:00 CET         | Brahim Díaz 45+3' · Joselu 54' | (1:0) |               | Estadio Santiago Bernabéu, Madryt Widzów: 65 017 Sędzia: José Luis Munuera Montero |

| 830 września 2023 | Girona FC   | 0:3   | Real Madryt                                                |                                                                          |
| 18:30 CET         |             | (0:2) | Joselu 17' · Aurélien Tchouaméni 21' · Jude Bellingham 71' | Estadi Montilivi, Girona Widzów: 14 184 Sędzia: Juan Luis Pulido Santana |
| 18:30 CET         | Nacho 90+4' | (0:2) |                                                            | Estadi Montilivi, Girona Widzów: 14 184 Sędzia: Juan Luis Pulido Santana |

| 97 października 2023 | Real Madryt                                                 | 4:0   | CA Osasuna |                                                                                     |
| 16:15 CET            | Jude Bellingham 42', 54' · Vinícius Júnior 65' · Joselu 70' | (1:0) |            | Estadio Santiago Bernabéu, Madryt Widzów: 70 864 Sędzia: Guillermo Cuadra Fernández |

| 1021 października 2023 | Sevilla FC             | 1:1   | Real Madryt       |                                                                                    |
| 18:30 CET              | David Alaba 74' (sam.) | (0:0) | Dani Carvajal 78' | Estadio Ramón Sánchez Pizjuán, Sewilla Widzów: 41 212 Sędzia: De Burgos Bengoetxea |

| 1128 października 2023 | FC Barcelona      | 1:2   | Real Madryt                |                                                                                   |
| 16:15 CET              | İlkay Gündoğan 6' | (1:0) | Jude Bellingham 68', 90+2' | Estadi Olímpic Lluís Companys, Barcelona Widzów: 50 112 Sędzia: Jesús Gil Manzano |

| 125 listopada 2023 | Real Madryt | 0:0   | Rayo Vallecano |                                                                                |
| 21:00 CET          |             | (0:0) |                | Estadio Santiago Bernabéu, Madryt Widzów: 70 220 Sędzia: Juan Martínez Munuera |

| 1311 listopada 2023 | Real Madryt                                                    | 5:1   | Valencia CF   |                                                                                      |
| 21:00 CET           | Dani Carvajal 3' · Vinícius Júnior 42', 49' · Rodrygo 50', 84' | (2:0) | Hugo Duro 88' | Estadio Santiago Bernabéu, Madryt Widzów: 72 475 Sędzia: José María Sánchez Martínez |

| 1426 listopada 2023 | Cádiz CF | 0:3   | Real Madryt                            |                                                                                     |
| 18:30 CET           |          | (0:1) | Rodrygo 14', 64' · Jude Bellingham 74' | Estadio Ramón de Carranza, Kadyks Widzów: 20 325 Sędzia: Guillermo Cuadra Fernández |

| 152 grudnia 2023 | Real Madryt                   | 2:0   | Granada CF |                                                                                 |
| 18:30 CET        | Brahim Díaz 26' · Rodrygo 57' | (1:0) |            | Estadio Santiago Bernabéu, Madryt Widzów: 70 685 Sędzia: Pablo González Fuertes |

| 169 grudnia 2023 | Real Betis       | 1:1   | Real Madryt         |                                                                            |
| 16:15 CET        | Aitor Ruibal 66' | (0:0) | Jude Bellingham 53' | Estadio Benito Villamarín, Sewilla Widzów: 52 756 Sędzia: César Soto Grado |

| 1717 grudnia 2023 | Real Madryt                                                           | 4:1   | Villarreal CF         |                                                                                 |
| 21:00 CET         | Jude Bellingham 25' · Rodrygo 37' · Brahim Díaz 64' · Luka Modrić 68' | (2:0) | José Luis Morales 54' | Estadio Santiago Bernabéu, Madryt Widzów: 70 500 Sędzia: Jorge Figueroa Vázquez |

| 1821 grudnia 2023 | Deportivo Alavés | 0:1   | Real Madryt         |                                                                                               |
| 21:30 CET         |                  | (0:0) | Lucas Vazquez 90+2' | Estadio de Mendizorroza, Vitoria-Gasteiz Widzów: 19 275 Sędzia: Isidro Díaz de Mera Escuderos |
| 21:30 CET         | Nacho 54'        | (0:0) |                     | Estadio de Mendizorroza, Vitoria-Gasteiz Widzów: 19 275 Sędzia: Isidro Díaz de Mera Escuderos |

| 193 stycznia 2024 | Real Madryt         | 1:0   | RCD Mallorca |                                                                               |
| 19:15 CET         | Antonio Rüdiger 78' | (0:0) |              | Estadio Santiago Bernabéu, Madryt Widzów: 72 394 Sędzia: Alejandro Muñiz Ruiz |

| 213 stycznia 2024 | Real Madryt                                                          | 3:2   | UD Almería                              |                                                                                         |
| 19:15 CET         | Jude Bellingham 78' (k.) · Vinícius Júnior 67' · Dani Carvajal 90+9' | (0:2) | Largie Ramazani 1' · Edgar González 43' | Estadio Santiago Bernabéu, Madryt Widzów: 72 044 Sędzia: Francisco José Hernández Maeso |

| 2227 stycznia 2024 | UD Las Palmas  | 1:2   | Real Madryt                                   |                                                                          |
| 16:15 CET          | Javi Muñoz 53' | (0:0) | Vinícius Júnior 65' · Aurélien Tchouaméni 84' | Estadio Gran Canaria, Las Palmas Widzów: 32 037 Sędzia: César Soto Grado |

| 201 lutego 2024 | Getafe CF | 0:2   | Real Madryt     |                                                                            |
| 21:00 CET       |           | (0:1) | Joselu 14', 56' | Coliseum Alfonso Pérez, Getafe Widzów: 15 264 Sędzia: De Burgos Bengoetxea |

| 234 lutego 2024 | Real Madryt     | 1:1   | Atlético Madryt       |                                                                                      |
| 21:00 CET       | Brahim Díaz 20' | (1:0) | Marcos Llorente 90+3' | Estadio Santiago Bernabéu, Madryt Widzów: 76 732 Sędzia: José María Sánchez Martínez |

| 2410 lutego 2024 | Real Madryt                                                 | 4:0   | Girona FC |                                                                                |
| 18:30 CET        | Vinícius Júnior 6' · Jude Bellingham 35', 54' · Rodrygo 61' | (2:0) |           | Estadio Santiago Bernabéu, Madryt Widzów: 76 585 Sędzia: Juan Martínez Munuera |

| 2518 lutego 2024 | Rayo Vallecano        | 1:1   | Real Madryt |                                                                                 |
| 14:00 CET        | Raúl de Tomás 5' (k.) | (1:1) | Joselu 37'  | Campo de Fútbol de Vallecas, Madryt Widzów: 14 354 Sędzia: Alejandro Muñiz Ruiz |
| 14:00 CET        | Dani Carvajal 90+5'   | (1:1) |             | Campo de Fútbol de Vallecas, Madryt Widzów: 14 354 Sędzia: Alejandro Muñiz Ruiz |

| 2625 lutego 2024 | Real Madryt     | 1:0   | Sevilla FC |                                                                                        |
| 21:00 CET        | Luka Modrić 81' | (0:0) |            | Estadio Santiago Bernabéu, Madryt Widzów: 74 969 Sędzia: Isidro Díaz de Mera Escuderos |

| 272 marca 2024 | Valencia CF                         | 2:2   | Real Madryt                |                                                                     |
| 21:00 CET      | Hugo Duro 27' · Roman Yaremchuk 30' | (2:1) | Vinícius Júnior 45+5', 76' | Estadio Mestalla, Walencja Widzów: 47 427 Sędzia: Jesús Gil Manzano |
| 21:00 CET      | Jude Bellingham 90+9'               | (2:1) |                            | Estadio Mestalla, Walencja Widzów: 47 427 Sędzia: Jesús Gil Manzano |

| 2810 marca 2024 | Real Madryt                                                                                      | 4:0   | Celta de Vigo |                                                                             |
| 18:30 CET       | Vinícius Júnior 21' · Vicente Guaita 79' (sam.) · Carlos Domínguez 88' (sam.) · Arda Güler 90+4' | (1:0) |               | Estadio Santiago Bernabéu, Madryt Widzów: 73 644 Sędzia: Mario Melero López |

| 2916 marca 2024 | CA Osasuna                         | 2:4   | Real Madryt                                                   |                                                                          |
| 16:15 CET       | Ante Budimir 7' · Iker Muñoz 90+1' | (1:2) | Vinícius Júnior 4', 64' · Dani Carvajal 18' · Brahim Díaz 18' | Estadio El Sadar, Pampeluna Widzów: 22 430 Sędzia: Juan Martínez Munuera |

| 3031 marca 2024 | Real Madryt     | 2:0   | Athletic Bilbao |                                                                                |
| 21:00 CET       | Rodrygo 8', 73' | (1:0) |                 | Estadio Santiago Bernabéu, Madryt Widzów: 72 991 Sędzia: Javier Alberola Rojas |

| 3113 kwietnia 2024 | RCD Mallorca | 0:1   | Real Madryt             |                                                                              |
| 18:30 CET          |              | (0:0) | Aurélien Tchouaméni 48' | Estadi de Son Moix, Palma Widzów: 23 244 Sędzia: José María Sánchez Martínez |

| 3221 kwietnia 2024 | Real Madryt                                                          | 3:2   | FC Barcelona                              |                                                                           |
| 21:00 CET          | Vinícius Júnior 18' (k.) · Lucas Vazquez 73' · Jude Bellingham 90+1' | (1:1) | Andreas Christensen 6' · Fermín López 69' | Estadio Santiago Bernabéu, Madryt Widzów: 77 981 Sędzia: César Soto Grado |

| 3326 kwietnia 2024 | Real Sociedad | 0:1   | Real Madryt    |                                                                                |
| 21:00 CET          |               | (0:1) | Arda Güler 29' | Estadio Anoeta, San Sebastián Widzów: 37 109 Sędzia: José Luis Munuera Montero |

| 344 maja 2024 | Real Madryt                                          | 3:0   | Cádiz CF |                                                                                     |
| 16:15 CET     | Brahim Díaz 51' · Jude Bellingham 68' · Joselu 90+3' | (0:0) |          | Estadio Santiago Bernabéu, Madryt Widzów: 72 654 Sędzia: Javier Iglesias Villanueva |

| 3511 maja 2024 | Granada CF | 0:4   | Real Madryt                                               |                                                                                   |
| 18:30 CET      |            | (0:2) | Fran García 38' · Arda Güler 45+2' · Brahim Díaz 49', 58' | Estadio Nuevo Los Cármenes, Grenada Widzów: 20 058 Sędzia: Pablo González Fuertes |

| 3614 maja 2024 | Real Madryt                                                                               | 5:0   | Deportivo Alavés |                                                                                |
| 21:30 CET      | Jude Bellingham 10' · Vinícius Júnior 27', 70' · Federico Valverde 45+1' · Arda Güler 81' | (3:0) |                  | Estadio Santiago Bernabéu, Madryt Widzów: 68 954 Sędzia: Mateo Busquets Ferrer |

| 3719 maja 2024 | Villarreal CF                        | 4:4   | Real Madryt                                            |                                                                                        |
| 19:00 CET      | Alexander Sørloth 39', 48', 52', 56' | (1:4) | Arda Güler 14', 45+2' · Joselu 30' · Lucas Vazquez 40' | Estadio de la Cerámica, Vila-real Widzów: 21 671 Sędzia: Alejandro Hernández Hernández |

| 3825 maja 2024 | Real Madryt | 0:0   | Real Betis |                                                                                        |
| 21:00 CET      |             | (0:0) |            | Estadio Santiago Bernabéu, Madryt Widzów: 73 614 Sędzia: Isidro Díaz de Mera Escuderos |

### Puchar Króla

#### 1/16 Finału
| 3. runda 6 stycznia 2024 | Arandina CF        | 1:3   | Real Madryt                                       |                                                                             |
| 21:30 CET                | Nacho 90+3' (sam.) | (0:0) | Joselu 53' (k.) · Brahim Díaz 55' · Rodrygo 90+1' | El Montecillo, Aranda de Duero Widzów: 10 000 Sędzia: Víctor García Verdura |

#### 1/8 Finału
| 1/8 Finału 18 stycznia 2024 | Atletico Madryt                                                                      | 4:2 (pd.)       | Real Madryt                       |                                                                               |
| 21:30 CET                   | Samuel Lino 39' · Álvaro Morata 57' · Antoine Griezmann 100' · Rodrigo Riquelme 119' | (1:1, 2:2, 3:2) | Jan Oblak 35' (sam.) · Joselu 82' | Wanda Metropolitano, Madryt Widzów: 67 623 Sędzia: Guillermo Cuadra Fernández |

### Superpuchar Hiszpanii

#### Półfinał
| Półfinał 10 stycznia 2024 | Real Madryt                                                                                                 | 5:3             | Atlético Madryt                                                       |                                                                   |
| 20:00 CET                 | Antonio Rüdiger 20' · Ferland Mendy 29' · Dani Carvajal 85' · Stefan Savić 116' (sam.) · Brahim Díaz 120+2' | (2:2, 3:3, 3:3) | Mario Hermoso 6' · Antoine Griezmann 37' · Antonio Rüdiger 78' (sam.) | Al-Awwal Park, Rijad Widzów: 25 000 Sędzia: Javier Alberola Rojas |

#### Finał
| Finał 14 stycznia 2024 | Real Madryt                                     | 4:1   | FC Barcelona           |                                                                   |
| 20:00 CET              | Vinícius Júnior 7', 10', 39' (k.) · Rodrygo 64' | (3:1) | Robert Lewandowski 33' | Al-Awwal Park, Rijad Widzów: 23 977 Sędzia: Juan Martínez Munuera |

### Liga Mistrzów

#### Faza Grupowa
| Lp. | Drużyna         | M | Z | R | P | B+ | B– | +/– | Pkt | Kwalifikacja  |  | RMA | NAP | BRA | UBE |
| --- | --------------- | - | - | - | - | -- | -- | --- | --- | ------------- |  | --- | --- | --- | --- |
| 1   | Real Madryt (A) | 6 | 6 | 0 | 0 | 16 | 7  | +9  | 18  | 1/8 finału LM |  |     | 4–2 | 3–0 | 1–0 |
| 2   | Napoli (A)      | 6 | 3 | 1 | 2 | 10 | 9  | +1  | 10  | 1/8 finału LM |  | 2–3 |     | 2–0 | 1–1 |
| 3   | Braga (T)       | 6 | 1 | 1 | 4 | 6  | 12 | −6  | 4   | Play-offy LE  |  | 1–2 | 1–2 |     | 1–1 |
| 4   | Union Berlin    | 6 | 0 | 2 | 4 | 6  | 10 | −4  | 2   |               |  | 2–3 | 0–1 | 2–3 |     |

Mecze
| 1. kolejka 20 września 2023 | Real Madryt           | 1:0   | Union Berlin |                                                                      |
| 18:45 CET                   | Jude Bellingham 90+4' | (0:0) |              | Estadio Santiago Bernabéu, Madryt Widzów: 65 207 Sędzia: Espen Eskås |

| 2. kolejka 3 października 2023 | SSC Napoli                                  | 2:3   | Real Madryt                                                       |                                                                             |
| 21:00 CET                      | Leo Østigård 19' · Piotr Zieliński 54' (k.) | (1:2) | Vinícius Júnior 27' · Jude Bellingham 34' · Alex Meret 78' (sam.) | Stadio Diego Armando Maradona, Neapol Widzów: 51 649 Sędzia: Clément Turpin |

| 3. kolejka 24 października 2023 | SC Braga  | 1:2   | Real Madryt                       |                                                                |
| 21:00 CET                       | Djaló 63' | (0:1) | Rodrygo 16' · Jude Bellingham 61' | Estádio Municipal, Braga Widzów: 29 820 Sędzia: Michael Oliver |

| 4. kolejka 8 listopada 2023 | Real Madryt                                         | 3:0   | SC Braga |                                                                           |
| 21:00 CET                   | Brahim Díaz 27' · Vinícius Júnior 58' · Rodrygo 61' | (1:0) |          | Estadio Santiago Bernabéu, Madryt Widzów: 68 509 Sędzia: Halil Umut Meler |

| 5. kolejka 29 listopada 2023 | Real Madryt                                                     | 4:2   | SSC Napoli                               |                                                                            |
| 21:00 CET                    | Rodrygo 11' · Jude Bellingham 22' · Nico Paz 84' · Joselu 90+4' | (2:1) | Giovanni Simeone 9' · André Anguissa 47' | Estadio Santiago Bernabéu, Madryt Widzów: 73 562 Sędzia: François Letexier |

| 3. kolejka 12 grudnia 2023 | Union Berlin                        | 2:3   | Real Madryt                         |                                                                  |
| 21:00 CET                  | Kevin Volland 45+1' · Alex Král 85' | (1:0) | Joselu 61', 72' · Dani Ceballos 89' | Stadion Olimpijski, Berlin Widzów: 73 420 Sędzia: Rade Obrenović |

#### Faza Pucharowa

##### 1/8 Finału
| 1. mecz 13 lutego 2024 | RB Lipsk | 0:1   | Real Madryt     |                                                           |
| 21:00 CET              |          | (0:0) | Brahim Díaz 48' | Red Bull Arena, Lipsk Widzów: 45 028 Sędzia: Irfan Peljto |

| Rewanż 6 marca 2024 | Real Madryt         | 1:1   | RB Lipsk  |                                                                       |
| 21:00 CET           | Vinícius Júnior 65' | (0:0) | Orbán 68' | Estadio Santiago Bernabéu, Madryt Widzów: 76 126 Sędzia: Davide Massa |

##### 1/4 Finału
| 1. mecz 9 kwietnia 2024 | Real Madryt                                                 | 3:3   | Manchester City                                         |                                                                            |
| 21:00 CET               | Rúben Dias 12' (sam.) · Rodrygo 14' · Federico Valverde 79' | (2:1) | Bernardo Silva 2' · Phil Foden 66' · Joško Gvardiol 71' | Estadio Santiago Bernabéu, Madryt Widzów: 76 680 Sędzia: François Letexier |

| Rewanż 17 kwietnia 2024 | Manchester City                               | 1:1 (pd.)               | Real Madryt                                       |                                                                              |
| 21:00 CET               | Kevin De Bruyne 76'                           | (0:1, 1:1, 1:1, k. 3:4) | Rodrygo 12'                                       | City of Manchester Stadium, Manchester Widzów: 52 306 Sędzia: Daniele Orsato |
| 21:00 CET               | · Álvarez · Silva · Kovačić · Foden · Ederson | Rzuty karne             | · Modrić · Bellingham · Vázquez · Nacho · Rüdiger | City of Manchester Stadium, Manchester Widzów: 52 306 Sędzia: Daniele Orsato |

##### 1/2 Finału
| 1. mecz 30 kwietnia 2024 | FC Bayern Monachium                  | 2:2   | Real Madryt                   |                                                                |
| 21:00 CET                | Leroy Sané 53' · Harry Kane 57' (k.) | (0:1) | Vinícius Júnior 24', 83' (k.) | Allianz Arena, Monachium Widzów: 75 000 Sędzia: Clément Turpin |

| Rewanż 8 maja 2024 | Real Madryt       | 2:1   | FC Bayern Monachium |                                                                           |
| 21:00 CET          | Joselu 88', 90+1' | (0:0) | Alphonso Davies 68' | Estadio Santiago Bernabéu, Madryt Widzów: 76 579 Sędzia: Szymon Marciniak |

##### Finał
| Finał 1 czerwca 2024 | Borussia Dortmund | 0:2   | Real Madryt                             |                                                              |
| 21:00 CET            |                   | (0:0) | Dani Carvajal 74' · Vinícius Júnior 83' | Stadion Wembley, Londyn Widzów: 86 212 Sędzia: Slavko Vinčić |

| Borussia Dortmund | Real Madryt |

|             | 1  | Gregor Kobel        |     |     |
|             | 26 | Julian Ryerson      |     |     |
|             | 15 | Mats Hummels        | 79' |     |
|             | 4  | Nico Schlotterbeck  | 40' |     |
|             | 22 | Ian Maatsen         |     |     |
|             | 23 | Emre Can (c)        |     | 80' |
|             | 20 | Marcel Sabitzer     | 43' |     |
|             | 10 | Jadon Sancho        |     | 87' |
|             | 19 | Julian Brandt       |     | 80' |
|             | 27 | Karim Adeyemi       |     | 72' |
|             | 14 | Niclas Füllkrug     |     |     |
| Zmiany:     |    |                     |     |     |
|             | 33 | Alexander Meyer     |     |     |
|             | 35 | Marcel Lotka        |     |     |
|             | 25 | Niklas Süle         |     |     |
|             | 6  | Salih Özcan         |     |     |
|             | 8  | Felix Nmecha        |     |     |
|             | 11 | Marco Reus          |     | 72' |
|             | 17 | Marius Wolf         |     |     |
|             | 38 | Kjell Wätjen        |     |     |
|             | 43 | Jamie Bynoe-Gittens |     | 87' |
|             | 9  | Sébastien Haller    |     | 80' |
|             | 18 | Youssoufa Moukoko   |     |     |
|             | 21 | Donyell Malen       |     | 80' |
| Trener:     |    |                     |     |     |
| Edin Terzić |    |                     |     |     |

|                 | 1  | Thibaut Courtois    |     |       |
|                 | 2  | Dani Carvajal       |     |       |
|                 | 22 | Antonio Rüdiger     |     |       |
|                 | 6  | Nacho (c)           |     |       |
|                 | 23 | Ferland Mendy       |     |       |
|                 | 12 | Eduardo Camavinga   |     |       |
|                 | 15 | Federico Valverde   |     |       |
|                 | 8  | Toni Kroos          |     | 85'   |
|                 | 5  | Jude Bellingham     |     | 85'   |
|                 | 11 | Rodrygo             |     | 90'   |
|                 | 7  | Vinícius Júnior     | 35' | 90+4' |
| Zmiany:         |    |                     |     |       |
|                 | 13 | Andrij Łunin        |     |       |
|                 | 25 | Kepa Arrizabalaga   |     |       |
|                 | 3  | Éder Militão        |     | 90'   |
|                 | 4  | David Alaba         |     |       |
|                 | 17 | Lucas Vázquez       |     | 90+4' |
|                 | 20 | Fran García         |     |       |
|                 | 10 | Luka Modrić         |     | 85'   |
|                 | 18 | Aurélien Tchouaméni |     |       |
|                 | 19 | Dani Ceballos       |     |       |
|                 | 21 | Brahim Díaz         |     |       |
|                 | 24 | Arda Güler          |     |       |
|                 | 14 | Joselu              |     | 85'   |
| Trener:         |    |                     |     |       |
| Carlo Ancelotti |    |                     |     |       |

## Statystyki

### Statystyki występów i goli
- Źródło[20].

| Nr. | Poz. | Kraj      | Piłkarz             | Łącznie | Łącznie | La Liga | La Liga | Puchar Króla | Puchar Króla | Superpuchar Hiszpanii | Superpuchar Hiszpanii | Liga Mistrzów | Liga Mistrzów |
| Nr. | Poz. | Kraj      | Piłkarz             | Mecze   | Gole    | Mecze   | Gole    | Mecze        | Gole         | Mecze                 | Gole                  | Mecze         | Gole          |
| --- | ---- | --------- | ------------------- | ------- | ------- | ------- | ------- | ------------ | ------------ | --------------------- | --------------------- | ------------- | ------------- |
| 1   | BR   | Belgia    | Thibaut Courtois    | 5       | 0       | 4       | 0       | 0            | 0            | 0                     | 0                     | 1             | 0             |
| 2   | OB   | Hiszpania | Dani Carvajal       | 41      | 6       | 28      | 4       | 1            | 0            | 2                     | 1                     | 10            | 1             |
| 3   | OB   | Brazylia  | Éder Militão        | 13      | 0       | 10      | 0       | 0            | 0            | 0                     | 0                     | 3             | 0             |
| 4   | OB   | Austria   | David Alaba         | 17      | 0       | 14      | 0       | 0            | 0            | 0                     | 0                     | 3             | 0             |
| 5   | PO   | Anglia    | Jude Bellingham     | 42      | 23      | 28      | 19      | 1            | 0            | 2                     | 0                     | 11            | 4             |
| 6   | OB   | Hiszpania | Nacho               | 45      | 0       | 29      | 0       | 2            | 0            | 2                     | 0                     | 12            | 0             |
| 7   | NA   | Brazylia  | Vinícius Júnior     | 39      | 24      | 26      | 15      | 1            | 0            | 2                     | 3                     | 10            | 6             |
| 8   | PO   | Niemcy    | Toni Kroos          | 48      | 1       | 33      | 1       | 1            | 0            | 2                     | 0                     | 12            | 0             |
| 10  | PO   | Chorwacja | Luka Modrić         | 46      | 2       | 32      | 2       | 1            | 0            | 2                     | 0                     | 11            | 0             |
| 11  | NA   | Brazylia  | Rodrygo             | 51      | 17      | 34      | 10      | 2            | 1            | 2                     | 0                     | 13            | 5             |
| 12  | PO   | Francja   | Eduardo Camavinga   | 46      | 0       | 31      | 0       | 2            | 0            | 2                     | 0                     | 11            | 0             |
| 13  | BR   | Ukraina   | Andrij Łunin        | 31      | 0       | 21      | 0       | 1            | 0            | 1                     | 0                     | 8             | 0             |
| 14  | NA   | Hiszpania | Joselu              | 49      | 18      | 34      | 10      | 2            | 2            | 2                     | 1                     | 11            | 5             |
| 15  | PO   | Urugwaj   | Federico Valverde   | 54      | 3       | 37      | 2       | 2            | 0            | 2                     | 0                     | 13            | 1             |
| 17  | OB   | Hiszpania | Lucas Vázquez       | 38      | 3       | 29      | 3       | 0            | 0            | 0                     | 0                     | 9             | 0             |
| 18  | PO   | Francja   | Aurélien Tchouaméni | 38      | 3       | 27      | 3       | 1            | 0            | 2                     | 0                     | 8             | 0             |
| 19  | PO   | Hiszpania | Dani Ceballos       | 27      | 1       | 20      | 0       | 2            | 0            | 2                     | 0                     | 3             | 1             |
| 20  | OB   | Hiszpania | Fran García         | 31      | 1       | 25      | 1       | 2            | 0            | 0                     | 0                     | 4             | 0             |
| 21  | NA   | Maroko    | Brahim Díaz         | 44      | 12      | 31      | 8       | 2            | 1            | 2                     | 1                     | 9             | 2             |
| 22  | OB   | Niemcy    | Antonio Rüdiger     | 48      | 2       | 33      | 1       | 1            | 0            | 2                     | 1                     | 12            | 0             |
| 23  | OB   | Francja   | Ferland Mendy       | 37      | 1       | 23      | 0       | 1            | 0            | 2                     | 1                     | 11            | 0             |
| 24  | PO   | Turcja    | Arda Güler          | 12      | 6       | 10      | 6       | 1            | 0            | 1                     | 0                     | 0             | 0             |
| 25  | BR   | Hiszpania | Kepa Arrizabalaga   | 20      | 0       | 14      | 0       | 1            | 0            | 1                     | 0                     | 4             | 0             |
| 28  | PO   | Hiszpania | Mario Martín        | 3       | 0       | 2       | 0       | 1            | 0            | 0                     | 0                     | 0             | 0             |
| 29  | NA   | Urugwaj   | Álvaro Rodríguez    | 2       | 0       | 1       | 0       | 1            | 0            | 0                     | 0                     | 0             | 0             |
| 32  | PO   | Argentyna | Nico Paz            | 8       | 1       | 4       | 0       | 1            | 0            | 0                     | 0                     | 3             | 1             |
| 33  | NA   | Hiszpania | Gonzalo García      | 2       | 0       | 2       | 0       | 0            | 0            | 0                     | 0                     | 0             | 0             |
| 34  | OB   | Hiszpania | Álvaro Carrillo     | 1       | 0       | 0       | 0       | 1            | 0            | 0                     | 0                     | 0             | 0             |
| 36  | OB   | Brazylia  | Vinícius Tobias     | 1       | 0       | 0       | 0       | 1            | 0            | 0                     | 0                     | 0             | 0             |

## Nagrody dla piłkarzy

### Miesięczne nagrody

#### Nagrody La Liga
| Nagroda            | Miesiąc     | Gracze/Trener   | Źródło |
| ------------------ | ----------- | --------------- | ------ |
| Gracz miesiąca     | sierpień    | Jude Bellingham | [ 21 ] |
| Trener miesiąca    | sierpień    | Carlo Ancelotti | [ 22 ] |
| Gracz miesiąca     | październik | Jude Bellingham | [ 23 ] |
| Gracz miesiąca U23 | listopad    | Rodrygo         | [ 24 ] |
| Gol miesiąca       | luty        | Vinícius Júnior | [ 25 ] |
| Gracz miesiąca     | marzec      | Vinícius Júnior | [ 26 ] |
| Trener miesiąca    | kwiecień    | Carlo Ancelotti | [ 27 ] |

### Roczne nagrody
| Nagroda                               | Gracz(e)                                                                        | Źródło |
| ------------------------------------- | ------------------------------------------------------------------------------- | ------ |
| Gracz sezonu La Liga                  | Jude Bellingham                                                                 | [ 28 ] |
| Drużyna sezonu La Liga                | Vinícius Júnior Jude Bellingham Dani Carvajal Antonio Rüdiger Federico Valverde | [ 29 ] |
| Gracz sezonu Ligi Mistrzów UEFA       | Vinícius Júnior                                                                 | [ 30 ] |
| Młody gracz sezonu Ligi Mistrzów UEFA | Jude Bellingham                                                                 | [ 31 ] |
| Drużyna sezonu Ligi Mistrzów UEFA     | Vinícius Júnior Jude Bellingham Dani Carvajal Antonio Rüdiger                   | [ 32 ] |
| Gol sezonu Ligi Mistrzów UEFA         | Federico Valverde                                                               | [ 33 ] |